# Medaile Za pracovní zásluhy
Medaile Za pracovní zásluhy (bělorusky Меда́ль «За працо́ўныя заслу́гі») je běloruské státní vyznamenání založené roku 1995.

## Historie a pravidla udílení
Medaile byla založena zákonem Běloruské republiky č. 3726-XII O státních vyznamenáních Běloruské republiky ze dne 13. dubna 1995. Udílena je občanům Běloruska za významné úspěchy v průmyslu, zemědělství, stavebnictví, dopravě, službách, vědě, vzdělávání, ochraně životního prostředí, ochraně veřejného zdraví, kultuře, veřejné službě a v dalších oblastech práce. Udílena je i za významné vynálezy a inovace stejně jako za úspěchy ve vzdělávání a odborné přípravě mládeže a rozvoj tělesné kultury a sportu.
Medaile se nosí nalevo na hrudi. V přítomnosti dalších běloruských vyznamenání se nosí za medailí Za zásluhy při obraně státní hranice.